# Hyadesia arabica
Hyadesia arabica is een mijtensoort uit de familie van de Hyadesiidae. De wetenschappelijke naam van de soort is voor het eerst geldig gepubliceerd in 1965 door Schuster.